# Eugeniu Botez

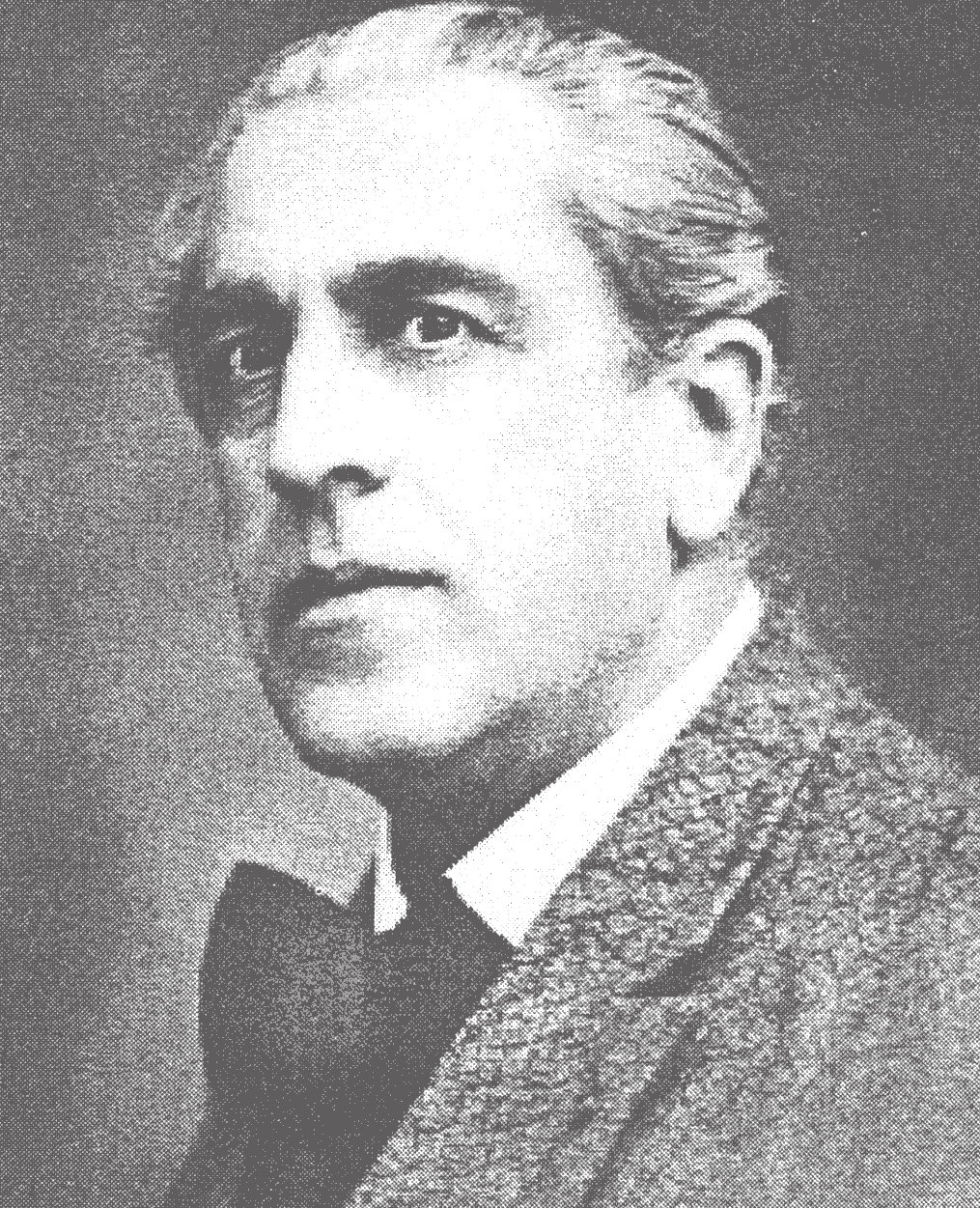
Jean Bart

Jean Bart, pseudónimo literario de Eugeniu P. Botez (n. 28 de noviembre de 1874, Botoşani, m. 12 de mayo de 1933, Bucarest) novelista de Rumanía, se le conoce sobre todo por su novela Europolis. Estuvo relacionado con la marina y fue un escritor bastante original.

## Obra
- Jurnal de bord, 1901
- Datorii uitate, 1916
- În cuşca leului, 1916
- Prinţesa Bibiţa, 1923
- În Deltă..., 1925
- Pe drumuri de apă, 1931
- Europolis, 1933

- Datos: Q525596
- Multimedia: Eugeniu Botez / Q525596